# Friedrich Pries (Fußballspieler)
Friedrich Pries (* 10. März 1918; † unbekannt) war ein deutscher Fußballspieler.

## Sportlicher Werdegang
Pries schloss sich im Sommer 1948 von Eutin 08 kommend der Eintracht Frankfurt an, die seinerzeit in der Oberliga Süd spielte. Im August des Jahres bestritt er beim 3:1-Erfolg über den 1. FC Nürnberg sein Debüt in der höchsten Spielklasse – dies war ein Nachholspiel noch aus der Spielzeit 1947/48, an deren Ende der „Club“ sich als Südmeister auch in der Meisterschaftsendrunde durchgesetzt hatte, das aber keinen Einfluss mehr auf Entscheidungen in der Oberliga hatte. In den in den nächsten Wochen anschließenden ersten drei Spielen der Spielzeit 1948/49 stand er an der Seite von unter anderem Adolf Bechtold, Werner Heilig, Heinz Baas und Torwart Helmut Henig in der Startformation, rückte anschließend aber hinter dem aus britischer Gefangenschaft gekommenen Ernst Kudrass ins zweite Glied. Bis Saisonende kam er in insgesamt sieben Ligaspielen zum Einsatz, so dass er insgesamt acht Oberligaeinsätze verbuchen konnte.
Im Sommer 1949 wechselte Pries zu Rot-Weiss Frankfurt, die Lokalkonkurrentin war im Vorjahr aus der Oberliga Süd abgestiegen. In der Folge rutschte er mit dem Klub innerhalb der Ligapyramide nach unten, 1954 stieg der Klub in die viertklassige 2. Amateurliga ab. Inwiefern er zu der Zeit noch aktiv mitwirkte, ist aus der Quellenlage nicht ersichtlich.